# Lillooet (Colombie-Britannique)
Pour les articles homonymes, voir Lillooet.
Lillooet (anciennement Cayoosh Flat) est une ville de la province de Colombie-Britannique (ouest du Canada). Lillooet est située sur les berges du fleuve Fraser.

## Démographie
| 2001  | 2006  | 2011  | 2016  | 2021  |
| ----- | ----- | ----- | ----- | ----- |
| 2 741 | 2 324 | 2 321 | 2 275 | 2 302 |

## Climat
Lillooet présente un climat très sec avec seulement 330 mm de précipitations enregistrées par la station météorologique de la ville.
Les étés peuvent être particulièrement chauds avec plus de 40 °C. De fait, Lillooet lutte avec Lytton, commune des environs, pour le titre de point le plus chaud du Canada en été.
| Mois                                  | jan.      | fév.      | mars       | avril     | mai       | juin      | jui.      | août      | sep.      | oct.     | nov.      | déc.      | année          |
| ------------------------------------- | --------- | --------- | ---------- | --------- | --------- | --------- | --------- | --------- | --------- | -------- | --------- | --------- | -------------- |
| Température minimale moyenne (°C)     | −5,2      | −3,7      | −0,4       | 3,6       | 8,3       | 12,3      | 14,6      | 14,2      | 9,4       | 4,1      | −0,9      | −4,9      | 4,3            |
| Température moyenne (°C)              | −2,4      | 0,4       | 5,2        | 9,9       | 14,8      | 18,6      | 21,6      | 21,3      | 15,9      | 8,8      | 2,1       | −2,4      | 9,5            |
| Température maximale moyenne (°C)     | 0,6       | 4,4       | 10,9       | 16,2      | 21,2      | 24,9      | 28,3      | 28,2      | 22,3      | 13,5     | 5         | 0         | 14,6           |
| Record de froid (°C) date du record   | −31,1 ?   | −27 1986  | −18,3 1976 | −11,1 ?   | −3,9 1918 | 2,8 1930  | 4,4 1934  | 4,4 1934  | −2,8 1972 | −17 1984 | −32 1985  | −31,1 ?   | −32 27/11/1985 |
| Record de chaleur (°C) date du record | 18,5 1989 | 17,8 1930 | 25,6 1941  | 36,1 1934 | 41,7 1936 | 46,8 2021 | 44,4 1941 | 40,5 1981 | 37,2 1934 | 30 1932  | 23,3 1927 | 22,2 1933 | 46,8 29/6/2021 |
| Précipitations (mm)                   | 38,3      | 20,3      | 16,8       | 19        | 26,1      | 23,7      | 35,5      | 25,7      | 23,7      | 33,8     | 44,6      | 41,7      | 349            |
| dont neige (cm)                       | 7,5       | 3,3       | 1,6        | 0,05      | 0         | 0         | 0         | 0         | 0         | 0,7      | 3,8       | 9,7       | 26,5           |
| Nombre de jours avec précipitations   | 9,7       | 7,7       | 9,1        | 8         | 8,5       | 7,5       | 7,9       | 6,7       | 6,5       | 10,7     | 13        | 10,2      | 105,1          |
| Nombre de jours avec neige            | 3,4       | 1,5       | 0,5        | 0,05      | 0         | 0         | 0         | 0         | 0         | 0,2      | 1,7       | 3,6       | 10,9           |

| Diagramme climatique                                  |             |              |           |             |              |              |              |             |             |           |           |
| J                                                     | F           | M            | A         | M           | J            | J            | A            | S           | O           | N         | D         |
| 0,6−5,238,3                                           | 4,4−3,720,3 | 10,9−0,416,8 | 16,23,619 | 21,28,326,1 | 24,912,323,7 | 28,314,635,5 | 28,214,225,7 | 22,39,423,7 | 13,54,133,8 | 5−0,944,6 | 0−4,941,7 |
| Moyennes : • Temp. maxi et mini °C • Précipitation mm |             |              |           |             |              |              |              |             |             |           |           |